# Меньшова, Елена Александровна
Елена Александровна Меньшова (18 декабря 1902, Москва — 31 марта 1982, Москва) — советская драматическая актриса, театральный педагог.

## Биография
Елена Меньшова родилась в московской купеческой семье, всё имущество которой было конфисковано после революции в конце 1917 года.
В 1924—1928 ученица студии при Вахтанговском театре (будущее Театральное училище им. Щукина), педагог Борис Щукин. По окончании учёбы -
актриса Вахтанговского театра. Проработала на сцене этого театра почти 30 лет — с 1928 по 1957 год. Вместе с театром пережила войну в эвакуации в Омске, продолжая работу на сцене.
Преподавала в Щукинском училище. Среди учеников: Людмила Фетисова, Ион Унгуряну.

## Роли в театре
- «Принцесса Турандот» Карло Гоцци. Режиссёр: Е. Б. Вахтангов — рабыня
- «Лев Гурыч Синичкин» Д. Т. Ленского. Режиссёр: Р. Н. Симонов — фигурантка
- «Правда - хорошо, а счастье лучше» А. Н. Островского. Режиссёр: Б. Е. Захава — Фелицата
- 1926 — «Марион де Лорм» В. Гюго. Режиссёр: Р. Н. Симонов — Роза
- 1930 — «Коварство и любовь» Ф. Шиллера. Режиссёры: Павел Антокольский, Осип Басов, Борис Захава — Софи
- 1932 — «Егор Булычов и другие» М. Горького. Режиссёр: Борис Захава — Варвара Булычова
- 1939 — «Ревизор» Н. В. Гоголя, режиссёр Б. Е. Захава — Хлопова
- 1934 — «Человеческая комедия» по Бальзаку. Режиссёры: А. Д. Козловский, Б. В. Щукин
- 1935 — «Аристократы» Н. Ф. Погодина. Режиссёр: Б. Е. Захава — дежурная
- 1936 — «Флоридсдорф» Ф.Вольфа. Режиссёры: Павел Антокольский, А. И. Ремизова — баронесса
- 1941 — «Дон Кихот» М. Булгакова по мотивам романа М. Сервантеса. Режиссёр: И. М. Рапопорт — дуэнья Родригес
- 1942 — «Олеко Дундич» A. Ржешевского и М. Каца. Режиссёр: А. Д. Дикий — Туманова
- 1950 — «Первые радости» К. А. Федина. Режиссёр: Б. Е. Захава — Дарья Антоновна Шубникова

## Награды
- Медаль «За трудовую доблесть» (16 декабря 1946)[1]